# Listă de regizori cehi
Aceasta este o listă de regizori de film cehi:

Cuprins: Început - 0–9 A B C D E F G H I J K L M N O P Q R S T U V W X Y Z

| - Jaroslav Balík - Jiří Barta - Jiří Brdečka - Zbyněk Brynych - Jan Budař - Vlasta Burian - Dolly Buster - Jiří Chlumský - Věra Chytilová - Radúz Činčera - Oldřich Daněk - Miloš Forman - Martin Frič - Saša Gedeon - Hugo Haas - Ondřej Havelka - Karel Hašler - Hermína Týrlová - Juraj Herz - Jan Hřebejk - Svatopluk Innemann - Juraj Jakubisko - Karel Janák - Vojtěch Jasný - Jaromil Jireš - Pavel Juráček | - Antonín Kachlík - Karel Kachyňa - Ján Kadár - Jan Kačer - Ondřej Kepka - Elmar Klos - Pavel Koutecký - Jan Kratochvíl - Jiří Krejčík - Ester Krumbachová - Václav Krška - Jan Kříženecký - Karel Lamač - Robert Land - Oldřich Lipský - Josef Mach - Gustav Machatý - Václav Matějka - Jiří Menzel - Vladimír Merta - Vladimír Michálek - Zdeněk Miler - Vladimír Morávek - Josef František Munclinger - Antonín Máša - Josef Šváb-Malostranský - Alice Nellis - Jan Němec - Ivan Passer - Jan Pinkava - Karel Plicka - Zdeněk Podskalský - Břetislav Pojar - Marie Poledňáková - Jindřich Polák - Přemysl Pražský - Karel Reisz - Filip Renč - Josef Rovenský - Břetislav Rychlík - Ladislav Rychman - Ludvík Ráža - Čestmír Řanda | - Jan Schmidt - Evald Schorm - Jiří Sequens - Bohdan Sláma - Ladislav Smoljak - Karel Smyczek - Jaroslav Soukup - Karel Steklý - Jiří Strach - Martin Suchánek - Jan Svěrák - Radim Špaček - Milan Šteindler - Jan Švankmajer - Jan Tománek - Jiří Trnka - Ondřej Trojan - Zdeněk Troška - Helena Třeštíková - Vladislav Vančura - Drahomíra Vihanová - František Vláčil - Tomáš Vorel - Václav Vorlíček - Otakar Vávra - Dana Vávrová - Jiří Weiss - Petr Zelenka - Karel Zeman |